# 1386
1386 (MCCCLXXXVI) fue un año común comenzado en lunes del calendario juliano, en vigor en aquella fecha.

## Acontecimientos
- 2 de febrero - Europa: Yahaila es coronado rey y une el Gran Ducado de Lituania y el Reino de Polonia.
- 18 de junio: María Castaña, mujer de Martín Cego, Gonzalo Cego y Alfonso Cego, confiesan haber hecho muchas injurias a la Iglesia de Lugo, y haber matado a Francisco Fernández, mayordomo del Obispo.
- 25 de julio: Juan de Gante, Duque de Lancaster, desembarca en La Coruña reclamando el trono de Castilla y avanza hacia el sur de Galicia estableciendo su corte en Orense para pasar el invierno. Más tarde, tras aliarse con el rey de Portugal invaden juntos León, pero su ejército es diezmado por la peste, así que firma la paz con Juan I de Castilla y renuncia a sus derechos dinásticos.

## Nacimientos
- Blanca de Navarra, reina de Navarra.
- Donatello (Donato Di Niccolo Di Betto Bardi), pintor y escultor Florentino
- Juan de Capistrano fraile franciscano napolitano.